# Elsterwerda
Elsterwerda es un municipio del distrito de Elba-Elster en el Suroeste de Brandeburgo (Alemania). Está situado a las orillas del Schwarze Elster, a 48 km al noroeste de Dresde y a 11 km al sureste de Bad Liebenwerda.

## Demografía
- Desarrollo de la población en los actuales límites (Línea azul: Habitantes -- Línea de puntos: Comparación con el desarrollo de Brandenburgo; Fondo gris: Período del gobierno nazi -- Fondo Rojo: Época communista)
- Tendencias actuales (línea azul) y previsiones de la población

## Enlaces externos

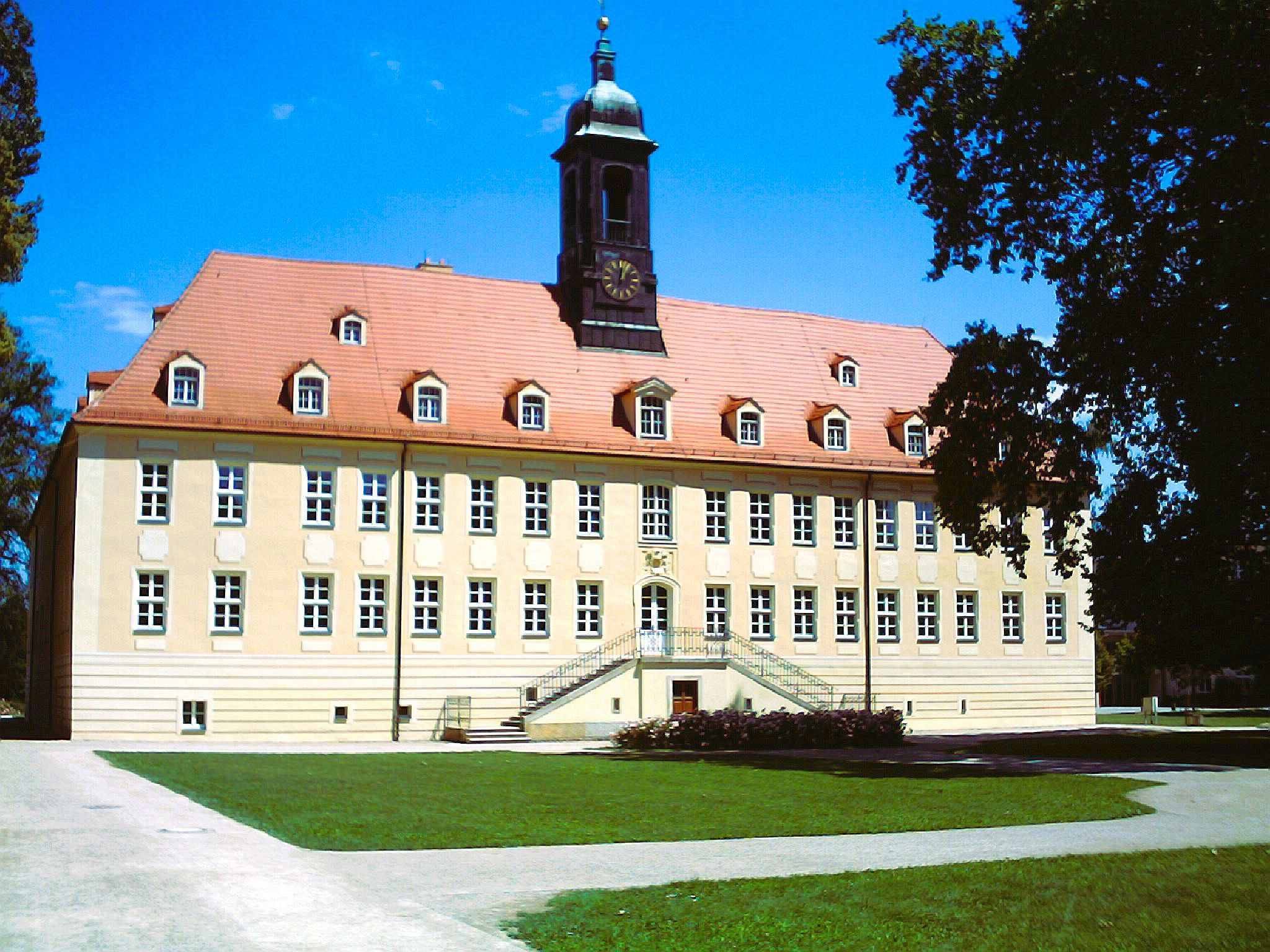
Palacio de Elster.